# Deschampsia maderensis
Deschampsia maderensis — вид рослин з родини тонконогові (Poaceae), ендемік Мадейри.

## Поширення
Ендемік архіпелагу Мадейра (о. Мадейра).
Населяє мезофільні трав'янисті території.

## Загрози та охорона
Велика пожежа влітку 2010 року могла торкнутися цього виду.
Deschampsia maderensis наведено в Додатку II Директиви про середовища існування та в додатку I Конвенції про охорону європейської дикої природи та природних середовищ існування (Бернська конвенція). Ареал включений до Природного парку Мадейри. 